# Tethysaurus
Tethysaurus is een geslacht van uitgestorven tethysaurine mosasauroïden uit de Vroeg-Turonien (Laat-Krijt). De enige soort is Tethysaurus nopcsai.

## Ontdekking
De naam betekent 'Tethys' hagedis van Nopcsa', een verwijzing naar de Griekse godin van de zee Tethys (ook de naam van de Tethysoceaan, een oude zee tussen Zuid-Europa en Noord-Afrika) en naar de Hongaarse paleontoloog baron Ferenc Nopcsa, die baanbrekende studies verrichtte over Adriatische aquatische squamaten. Hij werd vermoedelijk gevonden in de Akrabouformatie, in de buurt van de dorpen Tadirhourst en Asfla in de regio Goulmima, provincie Errachidia in Marokko. De fossielen zijn betrokken van de fossielenhandel.
Er zijn drie exemplaren gemeld. Het holotype is MNHN GOU1, een bijna volledige in verband liggende schedel, onderkaken, wervels en delen van de ledematen. Toegewezen zijn de specimina MNHN GOU2, een uit verband liggende schedel met onderkaken, en MNHN GOU3, een fragmentarisch skelet met schedel.

## Beschrijving
Tethysaurus is een middelgrote mosasauriër van drie meter lengte en een gewicht van zeventig kilogram.

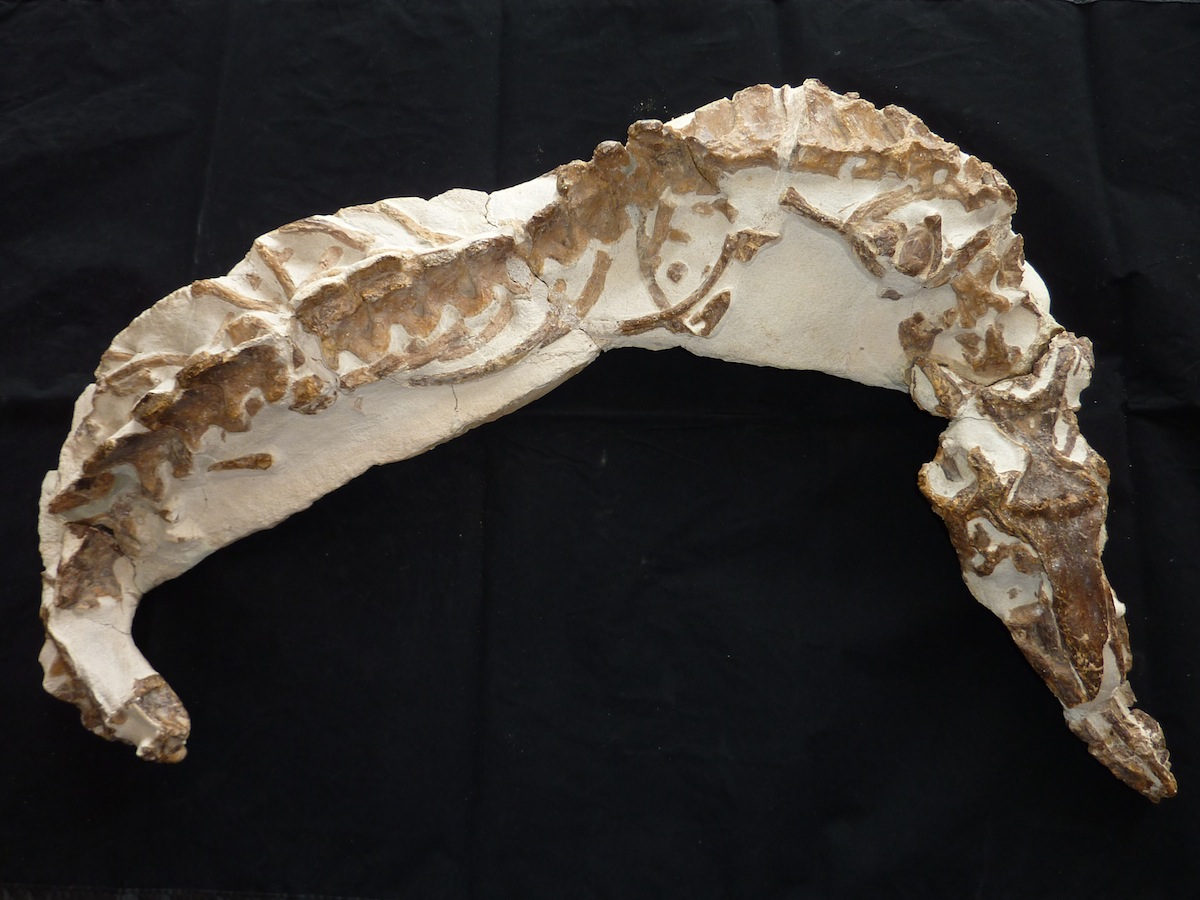
Skelet

De diagnose naar Bardet et alii luidt: een sterke welving van het prefrontale in vooraanzicht; het wandbeen vormt een driehoekig schedeldak dat naar achteren eindigt in twee puntige penvormige uitsteeksels die op het supraoccipitale liggen; een jukbeen met een grote en brede opgaande tak; de bodem van het achterhoofdsgat wordt doorboord door drie foramina; spleniale met een groot getand dorsomediaal uitsteeksel; het surangulare is aan de binnenzijde zichtbaar onder het coronoïde; gebitsformule: negentien tot twintig maxillaire, vijftien tot negentien pterygoïde en ten minste negentien dentaire tanden; grote paracotylare en parazygosphenale foramina op de wervels.

## Fylogenie

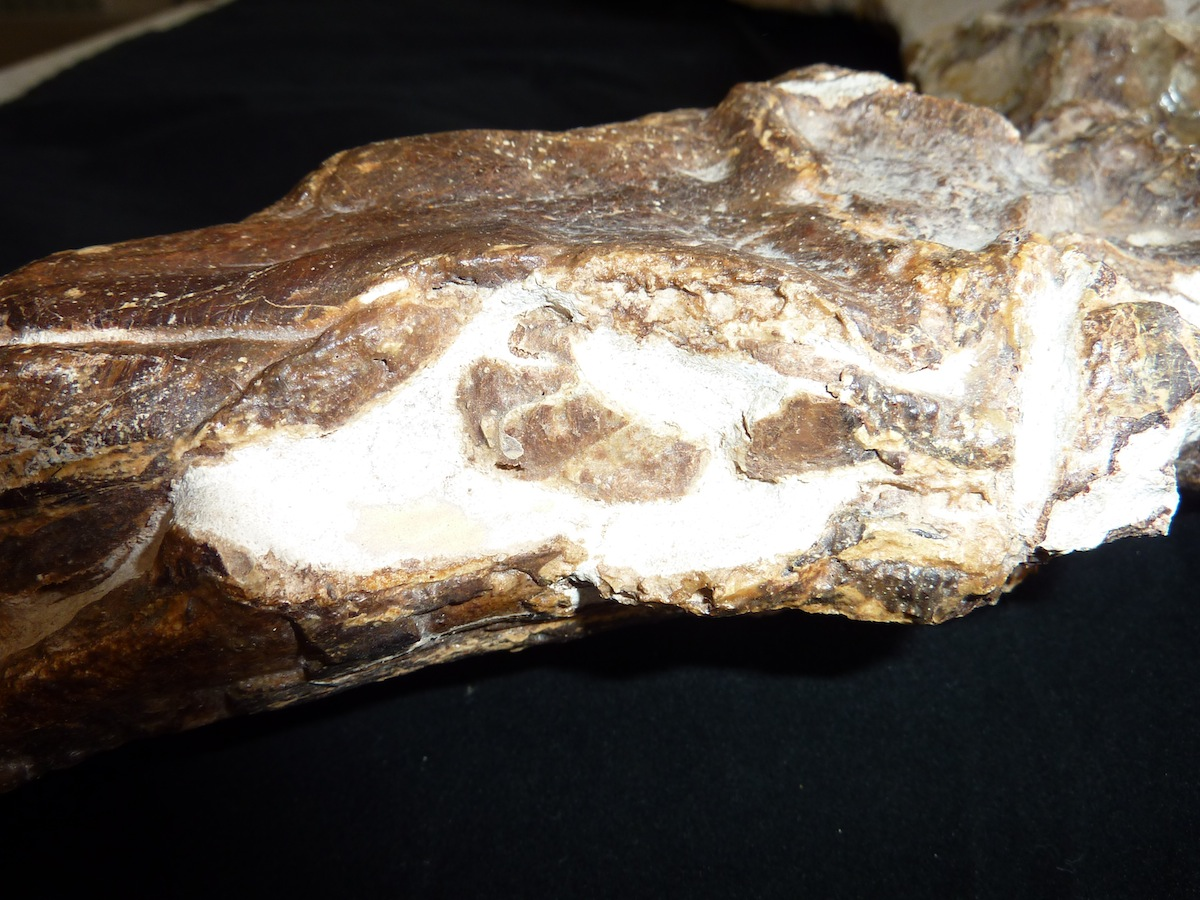
Oogkas met sleraalring

Tethysaurus vertoont een aantal basale en afgeleide kenmerken die hebben geleid tot een eerste classificatie als een tussenstadium tussen basale aigialosauriden van het Cenomanien en afgeleide mosasauriden van het Turonien tot het Maastrichtien. Een meer recente analyse plaatste Tethysaurus in een clade naast Russellosaurus en Yaguarasaurus genaamd de "parafamilie" Russellosaurina, als een basale Turonische clade van Mosasauridae.
Cladogram gebaseerd op de analyse door Makádi et alii in 2012:
|  | Tethysaurus nopcsai                                                                 |
|  |                                                                                     |
|  | \| \| Yaguarasaurus columbianus \| \| \| \| \| \| Russellosaurus coheni \| \| \| \| |
|  |                                                                                     |
|  | Yaguarasaurus columbianus                                                           |
|  |                                                                                     |
|  | Russellosaurus coheni                                                               |
|  |                                                                                     |

|  | Yaguarasaurus columbianus |
|  |                           |
|  | Russellosaurus coheni     |
|  |                           |

|  | Tethysaurus nopcsai                                                                 |
|  |                                                                                     |
|  | \| \| Yaguarasaurus columbianus \| \| \| \| \| \| Russellosaurus coheni \| \| \| \| |
|  |                                                                                     |
|  | Yaguarasaurus columbianus                                                           |
|  |                                                                                     |
|  | Russellosaurus coheni                                                               |
|  |                                                                                     |

|  | Yaguarasaurus columbianus |
|  |                           |
|  | Russellosaurus coheni     |
|  |                           |